# شهرستان بیت الفقیه
ناحیهٔ بیت الفقیه (به عربی: مدیریة بیت الفقیه) یک ناحیه در یمن است که در استان حدیده واقع شده‌است.
ناحیهٔ بیت الفقیه ۲۴۱٬۳۰۰ نفر جمعیت دارد.